# Koichi Kawai
Koichi Kawai (født 29. marts 1979) er en tidligere japansk fodboldspiller.
Han har spillet for flere forskellige klubber i sin karriere, herunder Ehime FC.